# 普萊森特希爾 (愛荷華州)
普萊森特山（英語：Pleasant Hill）是一個位於美國愛荷華州波爾克縣的城市。

## 地理
普萊森特山的座標為41°35′09″N 93°30′47″W / 41.58583°N 93.51306°W，而該地的平均海拔高度為267米（即876英尺）。

## 人口
根據2010年美國人口普查的數據，普萊森特山的面積為24.06平方千米，當中陸地面積為23.70平方千米，而水域面積為0.36平方千米。當地共有人口8785人，而人口密度為每平方千米365人。